# Анестезіолог
Лікар-анестезіолог — спеціаліст з анестезіології; лікар, який проводить передопераційну підготовку, анестезію, а також слідкує за станом пацієнта під час та після хірургічного втручання.

## Завдання та обов'язки
- Обґрунтовує вибір виду анестезії;
- аналізує результати лабораторних, функціональних і спеціальних методів дослідження;
- здійснює кваліфіковане анестезіологічне забезпечення;
- проводить масковий, внутрішньовенний, ендотрахеальний наркоз при термінових і планових операціях на органах черевної порожнини, малого таза, в акушерській і ортопедо-травматологічній практиці;
- проводить адекватну корекцію водно-електролітного, кислотно-основного і білкового стану;
- налагоджує кардіомоніторний нагляд за хворими.
- Володіє методиками проведення закритого масажу серця, пункції серця, електричної дефібриляції серця, забезпечує кваліфіковане проведення інтенсивної терапії і реанімації при невідкладних станах.
- Здійснює нагляд за побічними реакціями/діями лікарських засобів.

Працює в тісному контакті з лікарями інших спеціальностей.
Дотримується принципів медичної деонтології.
Керує роботою середнього медичного персоналу.
Планує роботу та проводить аналіз її результатів.
Веде лікарську документацію.
Бере участь у поширенні медичних знань.
Постійно удосконалює свій професійний рівень.

### Повинен знати
- чинне законодавство про охорону здоров'я та нормативні документи, і що регламентують діяльність органів управління та закладів охорони здоров'я; основи права в медицині; права, обов'язки та відповідальність лікаря-анестезіолога;
- організацію та показники роботи анестезіолого-реанімаційних відділень, служби швидкої та невідкладної допомоги;
- топографічну анатомію;
- нормальну та патологічну фізіологію органів і систем людини;
- основи водно-електролітного обміну, кислотно-основної рівноваги, білкового стану, гемостазу, методи їх корекції;
- загальну фармакологію;
- етіологію, патогенез, клініку і методи лікування внутрішніх, інфекційних, нервових і хірургічних хвороб;
- механізм розвитку серцевої, судинної, дихальної, ниркової та печінкової недостатності;
- аналіз результатів лабораторних, функціональних і спеціальних методів дослідження;
- класифікацію видів наркозу;
- клінічний перебіг провідникової і загальної анестезії;
- клінічні і фармакологічні засоби, що застосовуються при проведенні знеболювання, інтенсивної терапії і реанімації;
- будову наркозо-дихальної і моніторної апаратури, організацію кардіомоніторного нагляду за хворим;
- методики проведення спеціальних діагностичних досліджень, анестезії, інтенсивної терапії та реанімації при різних патологіях і невідкладних станах;
- правила безпеки і гігієну роботи в операційній, правила асептики і антисептики;
- форми і методи санітарно-освітньої роботи;
- правила оформлення медичної документації;
- передові інформаційні та Інтернет технології; сучасну наукову літературу та науково-практичну періодику за фахом, методи її аналізу та узагальнення.

## Кваліфікаційні вимоги
Лікар-анестезіолог вищої кваліфікаційної категоріїповна вища освіта (спеціаліст, магістр) за напрямом підготовки «Медицина», спеціальністю «Лікувальна справа». Спеціалізація за фахом «Анестезіологія» (інтернатура, курси спеціалізації). Підвищення кваліфікації (курси удосконалення, стажування, передатестаційні цикли тощо). Наявність сертифіката лікаря-спеціаліста та посвідчення про присвоєння (підтвердження) вищої кваліфікаційної категорії з цієї спеціальності. Стаж роботи за фахом понад 10 років.
Лікар-анестезіолог I кваліфікаційної категоріїповна вища освіта (спеціаліст, магістр) за напрямом підготовки «Медицина», спеціальність «Лікувальна справа». Спеціалізація за фахом «Анестезіологія» (інтернатура, курси спеціалізації). Підвищення кваліфікації (курси удосконалення, стажування, передатестаційні цикли тощо). Наявність сертифіката лікаря-спеціаліста та посвідчення про присвоєння (підтвердження) I кваліфікаційної категорії з цієї спеціальності. Стаж роботи за фахом понад 7 років.
Лікар-анестезіолог II кваліфікаційної категоріїповна вища освіта (спеціаліст, магістр) за напрямом підготовки «Медицина», спеціальність «Лікувальна справа». Спеціалізація за фахом «Анестезіологія» (інтернатура, курси спеціалізації). Підвищення кваліфікації (курси удосконалення, стажування, передатестаційні цикли тощо). Наявність сертифіката лікаря-спеціаліста та посвідчення про присвоєння (підтвердження) II кваліфікаційної категорії з цієї спеціальності. Стаж; роботи за фахом понад 5 років.
Лікар-анестезіологповна вища освіта (спеціаліст, магістр) за напрямом підготовки «Медицина», спеціальністю «Лікувальна справа», спеціалізація за фахом «Анестезіологія» (інтернатура, курси спеціалізації). Наявність сертифіката лікаря-спеціаліста. Без вимог до стажу роботи.